# Luge nos Jogos Olímpicos de Inverno de 1968
O luge nos Jogos Olímpicos de Inverno de 1968 consistiu de três eventos realizados em Grenoble, na França.

## Medalhistas
| Evento                        | Ouro                                              | Prata                                    | Bronze                                                 |
| ----------------------------- | ------------------------------------------------- | ---------------------------------------- | ------------------------------------------------------ |
| Individual masculino detalhes | Manfred Schmid AUT Áustria                        | Thomas Köhler GDR Alemanha Oriental      | Klaus Bonsack GDR Alemanha Oriental                    |
| Individual feminino detalhes  | Erica Lechner ITA Itália                          | Christina Schmuck FRG Alemanha Ocidental | Angelika Dünhaupt FRG Alemanha Ocidental               |
| Duplas detalhes               | Klaus Bonsack Thomas Köhler GDR Alemanha Oriental | Manfred Schmid Ewald Walch AUT Áustria   | Wolfgang Winkler Fritz Nachmann FRG Alemanha Ocidental |

## Quadro de medalhas
| Ordem | País                   | Medalha de ouro | Medalha de prata | Medalha de bronze |   |
| ----- | ---------------------- | --------------- | ---------------- | ----------------- | - |
| 1     | GDR Alemanha Oriental  | 1               | 1                | 1                 | 3 |
| 2     | AUT Áustria            | 1               | 1                |                   | 2 |
| 3     | ITA Itália             | 1               |                  |                   | 1 |
| 4     | FRG Alemanha Ocidental |                 | 1                | 2                 | 3 |
| TOTAL | TOTAL                  | 3               | 3                | 3                 | 9 |